# Bernsgrün
Bernsgrün ist ein Ort des Ortsteils Arnsgrün-Bernsgrün-Pöllwitz der Stadt Zeulenroda-Triebes im Landkreis Greiz in Thüringen.

## Lage
Die Flur Bernsgrün ist über die Hälfte Grenze zum Land Sachsen. Die Gemarkung liegt im Thüringer Schiefergebirge auf einer Hochfläche umrahmt mit bewaldeten Hängen und Anhöhen und durchsetzt mit Fließgewässern. Die Landesstraße 2342 und die Bahnstrecke Werdau–Mehltheuer, an der Bernsgrün bis 2011 einen Haltepunkt besaß, erschließen verkehrsmäßig die Umgegend. Bernsgrün ist der höchstgelegene Ort im Landkreis Greiz. Der Ort war und ist ländlich geprägt.

## Geschichte
Am 23. Mai 1449 wurde das Dorf erstmals urkundlich erwähnt. Bernsgrün hatte im Jahr 1864 70 Häuser, in denen 390 Menschen wohnten.
Am 1. Juli 1950 wurde die bis dahin eigenständige Gemeinde Frotschau eingegliedert.
Die Gemeinde Bernsgrün schloss sich am 1. Juli 1999 mit weiteren Gemeinden zur neuen Gemeinde Vogtländisches Oberland zusammen. Mit Auflösung dieser am 31. Dezember 2012 wurde der Ortsteil Bernsgrün mit den Gemarkungen Schönbrunn und Frotschau in die Stadt Zeulenroda-Triebes eingegliedert. Seitdem bildet er einen Bestandteil des neugegründeten Ortsteils Arnsgrün-Bernsgrün-Pöllwitz.

## Sehenswürdigkeiten
- Dorfkirche Bernsgrün
- Weidaquelle
- Osterbrunnen in der Osterzeit